# Peter de Clercq Zubli
Peter de Clercq Zubli (6 december 1932 – 20 september 2014) was een Nederlands architect.
In 1966 werd hij directeur bij het architectenbureau van Piet Zanstra en Ab Gmelig Meyling; het bureau heette vanaf dat moment Zanstra, Gmelig Meyling, De Clercq Zubli. Nadat Zanstra het in 1980 had verlaten gingen Zubli en Hans van den Oever verder als ZZOP Architecten. 
Vanaf begin jaren tachtig werkte hij samen met Chris Gongriep van projectontwikkelaar G&S Vastgoed. Dat resulteerde in een breed scala van kantoorprojecten, die vaak verrezen in het snel groeiende kantorengebied Amstel III in Amsterdam Zuidoost. Eind jaren negentig werd in Amsterdam Teleport hun grootste project opgeleverd: het enorme kantorencomplex  La Guardia Plaza voor uitkeringsinstantie UWV.
Hij overleed in 2014 op 81-jarige leeftijd.

## Gebouwen
- Rembrandttoren, Amsterdam (1995) (met Tom van der Put)
- uitbreiding kantoorgebouw Shell Rotterdam (1976)
- winkel- en kantorencomplex met parkeergarage Silverpoint, Hilversum (1998)